# 8a edició dels Premis Mestre Mateo
La 8a edició dels premis Mestre Mateo fou celebrada el 15 d'abril de 2010 per guardonar les produccions audiovisuals de Galícia del 2009. Durant la cerimònia, l'Academia Galega do Audiovisual va presentar els Premis Mestre Mateo en 27 categories. La cerimònia es va celebrar al Pazo da Cultura de Narón i el presentador de la gala fou Xosé Antonio Touriñán. Xosé Ramón Gayoso va participar com a copresentador de la cerimònia, d'antuvi va intervenir en un de manera virtual a través d'una gran pantalla i fent arribar una veu en off, i després presencialment a l'escenari celebrant el 25è aniversari de Televisión de Galicia.

## Premis
Es van presentar un total de 109 candidatures, destacant les pel·lícules Un bó home, amb 14 nominacions; Agallas i Celda 211, amb 13 nominacions cadascuna; així com les sèries de televisió Matalobos i O Nordés, amb 14 i 13 nominacions respectivament.

S'entregaren premis en 27 categories. Els guanyadors són els que apareixen en primer lloc i destacats en negreta.
| Millor pel·lícula | Millor director |
| --- | --- |

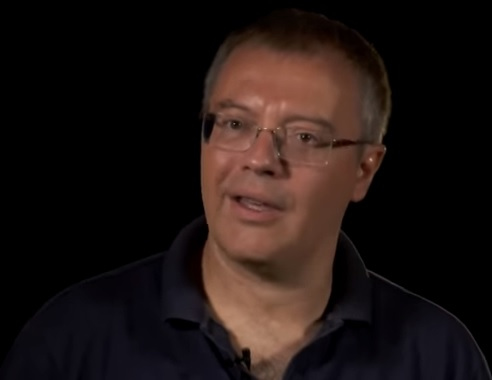
Daniel Monzón, millor director

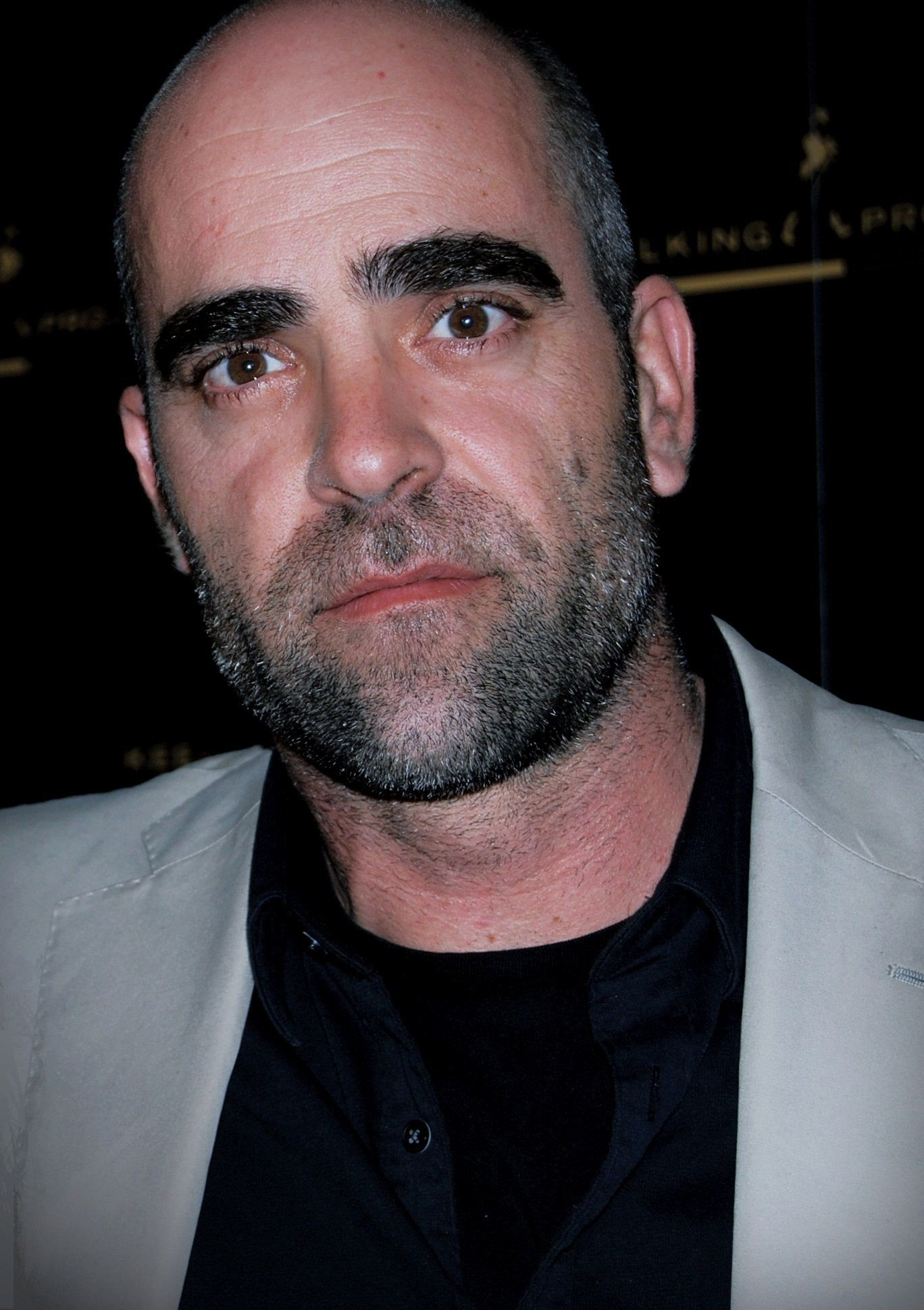
Luís Tosar, Millor actor.

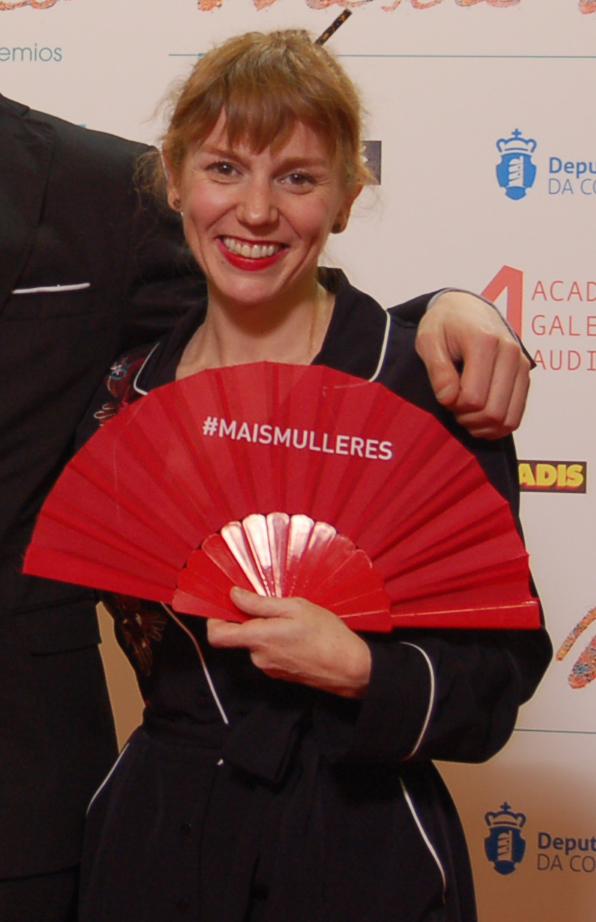
María Vázquez, Millor actriu.

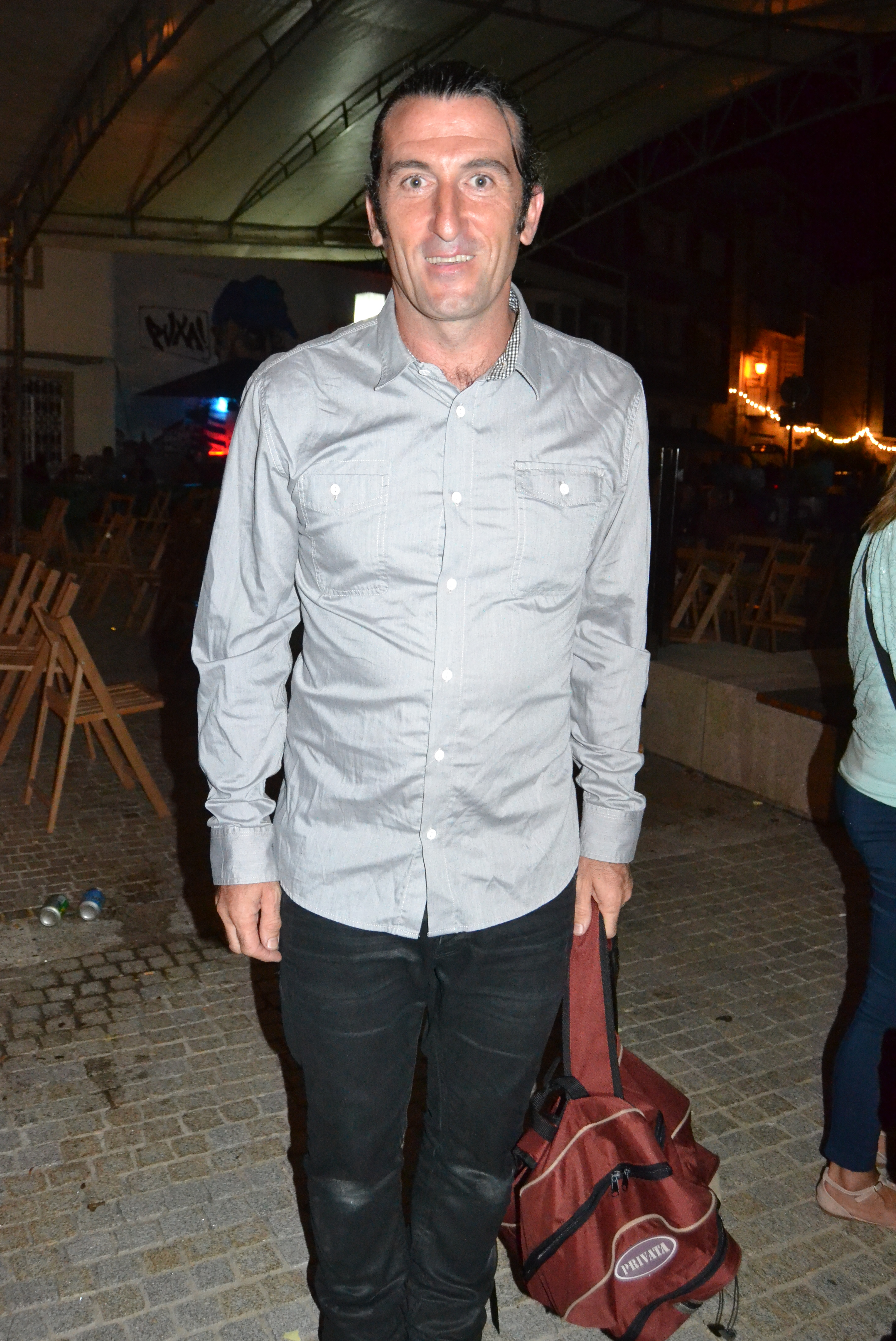
Luis Zahera, Millor actor secundari.

| - Cela 211 – Vaca Films, Telecinco Cinema E Morena Films - Gordos – Filmanova Invest e Tesela PC - Agallas – Continental Producciones, Agallas IAE, Mucho Ruido - Un bó home – Milou Films, Tornasol., Castafiore Films., Agrupación de Interese Económico 002 | - Daniel Monzón – Cela 211 - Jorge Coira, Alejo Hoijman, Marcos Loayza, Carolina Navas, Josué Méndez, Alejandra Szeplaki i Paola Vieira – ¿Qué culpa tiene el tomate? - Mario Iglesias – Relatos - Daniel Sánchez Arévalo – Gordos |
| Millor film per televisió | Millor film documental |
| - Conexión – Continental Producciones, Stopline Filmes i Prodigius Cinema - O club da calceta – Ficción Producciones, Diagonal TV i TVG | - ¿Qué culpa tiene el tomate? – Tic Tac Producciones, Lagarto Cine, Púcara Films, Chullachaki Producciones, Pato Feo Films, Tvzero, Cooperativa Estrella Films i TVG - Maruxa Mallo: Metade anxo, metade marisco – Seec e Filmanova - Señora de – O Raio Verde Medios Dixitais - Sixty Tolos (a golpe de single) – Casa de Tolos i TVG |
| Millor actor | Millor actriu |
| - Luís Tosar – Cela 211 com Malamadre - Pedro Alonso – Padre Casares com Horacio Casares - Antonio Durán "Morris" – Padre Casares com Delmiro Ferreira - Luís Iglesia – Matalobos com Carmelo Matalobos                                                        | - María Vázquez – O club da calceta - Luísa Merelas – Matalobos com Carme Torreiro - Nerea Barros – Rafael com Aurora - Mercedes González Castro – Padre Casares com Amelia |
| Millor actor secundari | Millor actriu secundària |
| - Luis Zahera – Cela 211 com Releches - Xabier Deive – Matalobos com Diego Dourado Fontán - Carlos Bardem – Cela 211 com Apache - Celso Bugallo – Agallas comoRaúl                                                                                             | - Camila Bossa – Matalobos com Adriana Calderón Arango - Mela Casal – Conexión - Teté Delgado – Gordos com Beatriz - Marta Etura –Cela 211 com Elena |
| Millor guió | Millor realitzador |
| - Cela 211 – Jorge Guerricaechevarría i Daniel Monzón - Padre Casares – Carlos Portela, Víctor Sierra i Lidia Fraga - Matalobos – Alberto Guntín, Carlos Portela, José Rubio i Víctor Sierra - Relatos – Mario Iglesias                                        | - O Nordés – Marta Piñeiro i Alfonso Zarauza - Matalobos – Jorge Saavedra i Iván Seoane (ex aequo) - Ruta 66 – Toño López i Jorge Saavedra - Padre Casares – Manuel A. Espiñeira |
| Millor obra experimental | Millor documental |
| - Aarón – Marcos Nine Búa - Memoria – Píxel Films - A viaxe – Stable Producciones Audiovisuales - Zapping – Francisco X. Rodríguez e Martín Vázquez | - Mulleres da raia – Diana Gonçalves - Alcaián, o primeiro partido – Alén Filmes i Zopilote - A mirada de Anna – Adivina Producciones i Área TV - Segredo da Frouxeira – EAF Producións |
| Millor sèrie de televisió | Millor programa de televisió |
| - Matalobos – Voz Audiovisual e TVG - O Nordés – CTV e Zopilote - Padre Casares – Voz Audiovisual e TVG | - Onda curta – TVG - Botarse ao monte – Bren Entertainment - A caixa negra – Filmanova - Miraxes – TVG |
| Millor direcció de producció | Millor direcció artística |
| - Alicia Tellería –Cela 211 - Carlos Amoedo – Agallas - Xavier Eirís – A caixa negra - Alfonso Blanco, Paula Fernández e Ana Míguez – Padre Casares | - Curru Garabal – Gordos - Antón Laguna – Cela 211 - Antonio Pereira – Matalobos - Marta Villar – Agallas |
| Millor comunicador de televisió | Millor muntatge |
| - Xosé Barato – A miña famosa familia - Xosé Antonio Touriñán – Botarse ao monte - Xosé Luís Bernal – Vivir aquí - Mayte Cabezas – A revista fin de semana | - Cela 211 – Mapa Pastor - ¿Qué culpa tiene el tomate? – Jorge Coira, Piu Gomes, Alejo Hoijman, Ana Remón, Daniel Suárez i Paola Vieira - Agallas – Guillermo Represa - Rafael – Sandra Sánchez |
| Millor música original | Millor so |
| - O Nordés – Piti Sanz i Iván Laxe - Cela 211 – Roque Baños - Agallas – Xavier Font i Arturo Vaquero - Señora de – Arturo Kress | - Cela 211 – Sergio Burmann, Carlos Faroulo i Jaime Fernández - ¿Qué culpa tiene el tomate? – Diego Kartaszewicz, Carlos Mouriño, Andrés Quintero, Enrique Alfonso Segura i Daniel Zahalka - Agallas – David Machado, Diego Staub i J.L. Vázquez - Un bó home – Carlos Mouriño                                                         |
| Millor fotografia | Millor maquillatge i pentinat |
| - O club da calceta – Suso Bello - ¿Qué culpa tiene el tomate? – Juan Carlos Castillo - Cela 211 – Carles Gusi Poquet - Dous de vintetantos – Alfonso Parra | - Cela 211 – Raquel Fidalgo i Inés Rodríguez - Matalobos – Natalia Arcay i Lorena Calvo - Padre Casares – Natalia Arcay i Beatriz Vázquez - Rafael – Susana Veira |
| Millor obra interactiva | Millor producció de publicitat |
| - Quotidiania delirante – Continental Producciones i Costa Oeste Producións - Coruña máis preto – Ilux Visual Technologies - O camiño de Santiago na Coruña – Pixel Films                                                                                      | - Maloserá!!! Vivamos como galegos – Congo Producciones - Spot: Festival Internacional de Cine de Ourense – Mr Misto Films - Spot River Estrella Galicia Veteranos – Mondotropo - Spot Supersticións RC Celta de Vigo – Alén Filmes |
| Millor curtmetratge d' imatge real | Millor curtmetratge d'animació |
| - Coser e cantar – Claqueta Coqueta, Rubén Riós i Alén Filmes - O elixido – Chema Gagino - O noveno principio – Iván Seoane - X Nada – Ficción Producciones | - O coidador de gatos – Artefacto Producciones Audiovisuales - A nena que tiña unha soa orella – Rubén Coca - Nouturnio de Celanova – Raúl García Pérez - Stop explotación infantil – Alén Filmes |
| Millor disseny de vestuari | |
| - Cela 211 – Montse Sancho - Agallas – Ruth D. Pedreira - Padre Casares – Julia Rodríguez - Matalobos – Saturna | |

### Premio de Honra Fernando Rey
- Enrique Banet[8]